# Johannes Kunz (Polizist)
Johannes Kunz (* 26. November 1957 in Hachenburg) war von März 2015 bis Ende Februar 2023 Präsident des Landeskriminalamtes Rheinland-Pfalz in Mainz.

## Werdegang
Kunz begann 1976 bei der Polizei Rheinland-Pfalz im Mittleren Dienst. 1985 erfolgte der Aufstieg in den gehobenen Dienst. Nach der Ausbildung leitete er die Kriminalkommissariate in Wissen und Betzdorf. 1990 wurde er für die Ausbildung für den höheren Polizeivollzugsdienst an der Polizei-Führungsakademie in Münster-Hiltrup zugelassen. Nach seinem Abschluss im 1993 wurde er in verschiedenen Funktionen im Polizeipräsidium Koblenz eingesetzt, bevor er im Jahr 2000 Referent für den Polizeilichen Datenschutz im Ministerium des Innern, für Sport und Infrastruktur Rheinland-Pfalz wurde. Von 2006 bis 2015 war er Leiter des Referates für Aus- und Fortbildung der Polizei und Datenschutz. Am 1. März 2015 wurde er zum Präsidenten des Landeskriminalamtes ernannt. Ende Februar 2023 ist in den Ruhestand getreten.